# Carl Cohn Haste
Pour les articles homonymes, voir Haste.
Carl Cohn Haste (7 décembre 1874-4 juin 1939) est un pianiste, organiste, compositeur et professeur de musique classique danois. 

## Biographie
Aveugle dès l'âge de 5 ans en raison d'une inflammation, il devient instructeur de musique pour l'Institut pour aveugles et mal-voyants (Institute for the Blind and Partially Sighted (Denmark) (en)) et le premier président de l'association danoise des aveugles (Dansk Blindesamfund),.
De 1883 à 1892, il est pupille à l'Institut pour aveugles, ensuite, il étudie à l'Académie royale danoise de musique de 1893 à 1895 sous les enseignements de Victor Bendix. En 1896, il fait ses débuts en tant que pianiste de concert et devient enseignant à l'Institut à partir de 1898. Durant toutes ces années d'enseignement, il forme la plupart des organistes aveugles du Danemark du début du 20e siècle en plus d'organiser des concerts au Danemark, Suède et en Allemagne.
En 1928, il est récompensé du rang de chevalier de l'Ordre de Dannebrog.

## Œuvres (sélection)
- Prélude et fugue en mi mineur (piano 1894)
- Prélude et fugue en sol mineur (piano 1894)
- Paroa symphonie (1902)
- Prélude et intermezzo (piano 1919)
- Cantate pour le Royal Institut pour aveugles (1920)
- Scènes de vacances (piano 1920)
- Prélude et fugue en fa mineur (piano 1926)
- quelques chansons